# Ariane de Sophie
Saucerottia saucerottei
Espèce
Répartition géographique
Statut de conservation UICN

 LC  : Préoccupation mineure
Statut CITES
L'Ariane de Sophie (Saucerottia saucerrottei) est une espèce d'oiseaux de la famille des Trochilidae.

## Nomenclature
« Puisse ce nom de Sophie perpétuer le souvenir de madame Sophie Bizot, née Desgrand, l'une des femmes les plus accomplies de notre ville, et que nous avons vues, hélas! tomber comme une fleur, à l'âge le plus brillant de son existence. ».

## Habitats
Ses habitats sont les forêts tropicales et subtropicales humides de basses et hautes altitudes, les forêts et les savanes sèches, les végétations de broussailles sèches et humides mais aussi les anciennes forêts lourdement dégradées, les champs, les jardins ruraux et le milieu urbain.

## Taxonomie
Son épithète spécifique a longtemps été orthographié saucerrottei avant que la communauté scientifique ne revienne à l'orthographe originale : saucerottei.

## Répartition et sous-espèces
Selon la classification de référence du Congrès ornithologique international (14.2, 2025) elle se répartit en 3 sous-espèces (ordre phylogénique) :
- S. saucerottei warscewiczi (Cabanis & Heine, 1860) — nord de la Colombie et extrême nord-ouest du Venezuela ;
- S. saucerottei saucerrottei (Delattre & Bourcier, 1846) — nord-ouest de la Colombie ;
- S. saucerottei braccata (Heine, 1863) — nord-ouest du Venezuela.